# 丸谷富美幸
丸谷 富美幸（まるたに ふみゆき）は、日本の元アマチュア野球選手である。ポジションは投手。

## 来歴・人物
日南振徳商業高校では1976年、3年生の時に夏の甲子園県予選に出場し、エースとして、活躍したが、準々決勝で日向学院高校に敗れ、甲子園への出場を果たすことができなかった。
同年のドラフト会議で大洋ホエールズから2位指名されたが入団を拒否。
高校卒業後は新日本製鐵八幡に入社し、都市対抗野球大会には5回、社会人野球日本選手権大会には6回出場し、1992年までにプレーした。1993年はコーチ。
弟の富美夫も新日本製鐵八幡でプレーした。